# Michael McGrady
Michael Steven McGrady (Federal Way, 30 maart 1960) is een Amerikaans acteur.

## Biografie
McGrady werd geboren in Federal Way waar hij de high school doorliep aan de Federal Way High School. Hierna studeerde hij af in bedrijfskunde aan de Universiteit van Washington in Seattle. McGrady was tijdens zijn studie van plan om advocaat te worden, toen hij voor een bank werkte overtuigde zijn zus een acteerstudie te volgen op een lokale toneelschool. Na zijn studie verhuisde hij naar Californië voor zijn acteercarrière, zijn eerste acteerklus was voor een Pepsicommercial. McGrady is getrouwd en heeft drie kinderen met wie hij in Zuid-Californië woont.
McGrady begon in 1984 met acteren in de film The Bear, waarna hij in nog meer dan 115 films en televisieseries speelde.

## Filmografie

### Films
Selectie:
- 2013 The Frozen Ground - als John Gentile
- 2002 Half Past Dead - als Beveiliger Damon J. Kestner
- 1998 The Thin Red Line - als soldaat Floyd
- 1997 Volcano - als politieagent
- 1994 Wyatt Earp - als John Shanssey
- 1993 Hocus Pocus - als politieagent

### Televisieseries
Selectie:
- 2024 The Perfect Couple - als Bruce Sacks - 5 afl.
- 2018-2019 SEAL Team - als kapitein Harrington - 8 afl.
- 2018 Chicago P.D. - als supervisor ASA James Osha - 3 afl.
- 2016-2018 Beyond - als Tom Matthews - 20 afl.
- 2018 Agents of S.H.I.E.L.D. - als Samuel Voss - 2 afl.
- 2013-2017 Ray Donovan - als Frank Barnes - 18 afl.
- 2016-2017 Chance - als Sanford Pringle - 4 afl.
- 2016 Scorpion - als admiraal Pace - 2 afl.
- 2016 American Crime Story - als rechercheur Phillip Van Atter - 5 afl.
- 2013 Mob City - als chief Clemance Horall - 5 afl.
- 2013 Low Winter Sun - als Brendan McCann - 3 afl.
- 2009-2011 Southland - als rechercheur Daniel Salinger - 18 afl.
- 2008 The Riches - als Bob Day - 2 afl.
- 2007 Las Vegas - als rechercheur Max Dillon - 2 afl.
- 2006-2007 Day Break - als Buchalter - 13 afl.
- 2004 The Division - als Domenick - 2 afl.
- 2002-2003 24 - als Raymond Brown - 4 afl.
- 2002 CSI: Miami - als rechercheur Eddie Delacroix - 2 afl.
- 1996-1998 JAG - als luitenant-commandant Jack Keeter - 2 afl.
- 1993 Diagnosis Murder - als rechercheur Rick Hughes - 2 afl.
- 1986 1st & Ten - als Harris - 3 afl.

### Computerspellen
- 2011 L.A. Noire - als Rusty Galloway
- 2009 Prototype - als stem

- Bibliothèque nationale de France: cb14205400c (data)
- International Standard Name Identifier: 0000 0003 7690 9045
- Library of Congress Control Number: no2012103304
- Virtual International Authority File: 254038527
- WorldCat: E39PBJpjfXCFvKydrCBpKbfyVC